# Макаронный пирог
Макаронный пирог, запеканка из макарон, макаронник — блюдо на основе запечённых макаронных изделий.

## Приготовление
Типичный состав макаронного пирога включает в себя макароны, сыр, молоко, масло, муку, соль, перец и различные специи. Также иногда в качестве дополнительных ингредиентов могут выступать лук, чеснок, и многое другое. Блюдо может быть как высококалорийным, если используется обычный сыр, так и низкокалорийным — в случае, если используется обезжиренный сыр.
Употреблять блюдо можно при помощи обычной ложки, или разрезанным на куски руками, либо при помощи вилки и ножа.

## История
Блюдо возникло в Италии. Там оно называлось пастицци и подавалось, по всей видимости, уже в эпоху Возрождения. В Италии блюдо существует до сих пор, но не относится к числу наиболее заметных символов современной итальянской кухни.
Из Италии блюдо попало в Грецию, скорее всего, во времена контроля венецианцев над значительной частью территории этой страны. С тех пор важное место в греческой кухне заняло паститсио — местная разновидность макаронного пирога.
Однако ещё большую популярность, чем в Греции, макаронный пирог получил на островах Вест-Индии, куда был завезён европейцами. На некоторых из этих островов он стал считаться национальным блюдом.
В России блюдо известно с советских времён (публиковались соответствующие рецепты), а возможно и ранее, но пользуется ограниченной популярностью.

## По регионам

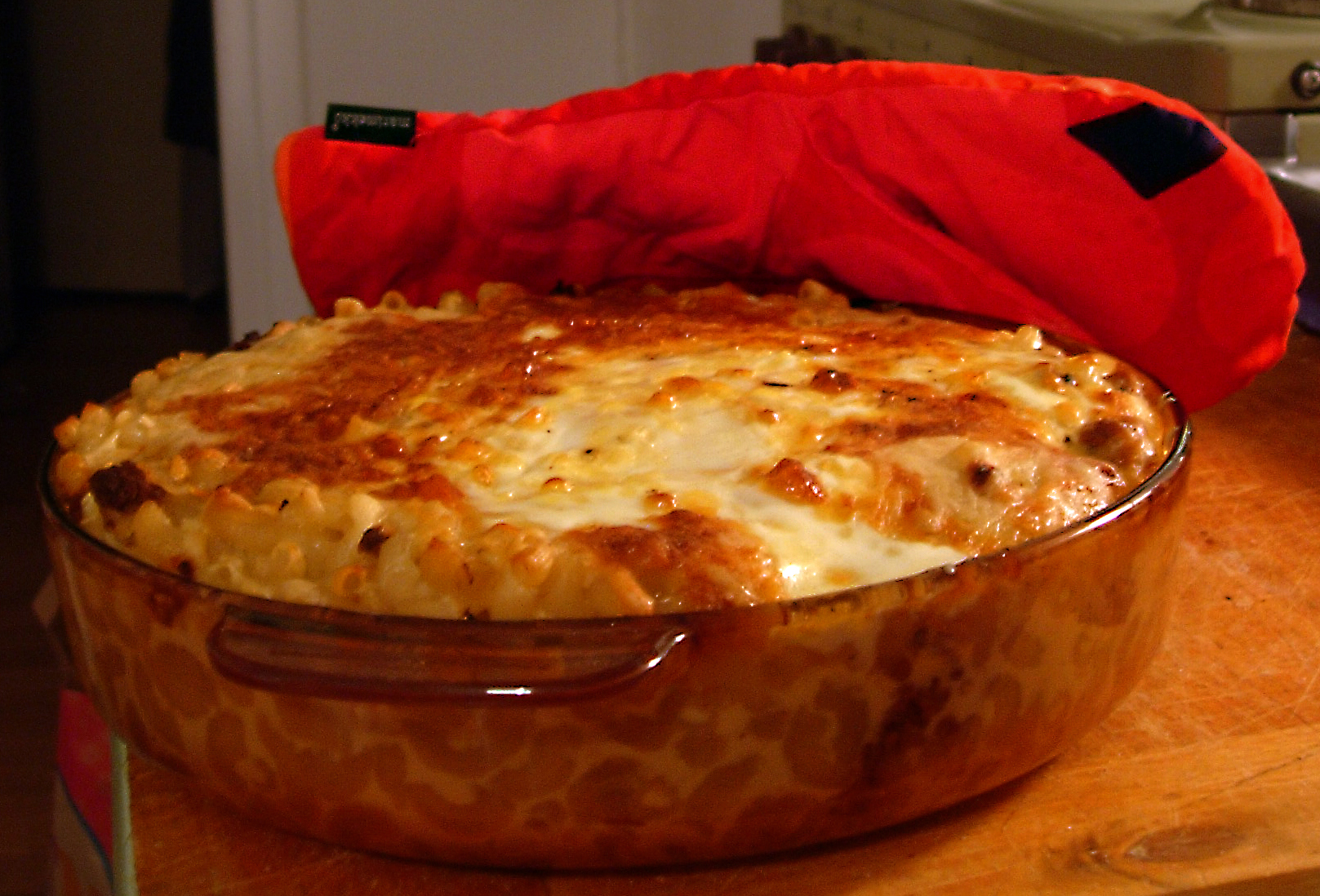
Запеканка из макарон с сыром

### Россия и постсоветское пространство
Согласно советским кулинарным рекомендациям, макаронник готовится как запеканка из отварных макаронных изделий (в основной массе) и связующего продукта — сыра или свежего яйца. В качестве добавки может использоваться большой диапазон продуктов — грибы, томаты, мясной фарш, творог и т. д. Макаронник может выступать в роли гарнира, основного блюда (макаронник с мясом, рыбой, курицей или овощами) или десерта (макаронник с творогом или с вареньем).
Макароны для запеканки необходимо варить в небольшом количестве воды — 2,2-3,0 литра на килограмм сухих макаронных изделий.
Вместо макарон можно использовать вермишель или лапшу (лапшевник).

### США и Великобритания
В этих странах макаронным пирогом называется блюдо, приготовленное из жареных макарон, сыра, молока и молотого перца; также иногда добавляются чеснок и хлебные крошки. Готовится в разных странах разными способами, например, в Шотландии этот пирог готовят по типу готовки шотландского пирога, что не делается в других странах. До 1800-х годов в пирог добавляли мясо.

### Карибские острова
На Карибах макаронный пирог обычно готовят без использования корочки для пирога. Так же на этих островах блюдо иногда употребляют в холодном виде, что можно назвать «карибским стилем».

#### Барбадос
Макаронный пирог является популярным блюдом на Барбадосе. Обычно его употребляют в качестве гарнира вместе с жареной рыбой. Иногда его готовят как острое блюдо, используя специи, такие как чёрный перец, порошок карри и острые соусы.

#### Тринидад и Тобаго
Блюдо очень популярно в Тринидаде и Тобаго и часто доступно в качестве обычного блюда на обед и ужин. В данной стране блюдо было описано, как основной продукт питания. Сыр чеддер, основной ингредиент блюда, был привезен на Тринидад английскими народами. Иногда его подают в качестве гарнира к тушеному мясу.

### Финляндия
В Финляндии в пирог часто добавляют жареный фарш. Запеканка может быть покрыта перед выпечкой сухарями и тертым сыром и/или кусочками сливочного масла, чтобы образовалась хрустящая корочка.